# Katharina Gmünder Jud
Katharina Gmünder, auch «Mutter Leuin» (* um 1493 in St. Gallen; † 1583 in Zürich) war ab ca. 1513 Nonne der «Schwesterngemeinschaft Alpegg im Finsteren Wald» (heute Kloster in der Au) bei Einsiedeln. Ungefähr 1523 trat sie aus dem Kloster aus und heiratete den Reformator Leo Jud, der ab 1523 Leutpriester an der Kirche St. Peter in Zürich war.

## Leben und Schaffen
Katharina Gmünder wurde 1493 in eine der einflussreichen Bürgerfamilien der freien Reichsstadt St. Gallen hineingeboren. Ihr Vater Hans Gmünder war Weber, Grossvater Georg Gmünder (1391–1478) taucht als Zunftmeister, Stadtrichter und Bürgermeister auf. Ihr Vater starb 1515 in der Schlacht von Marignano. Einer ihrer Brüder unbekannten Namens wurde ein «vornehmer Prälat».
Ungefähr 1513 trat sie der «Schwesterngemeinschaft Alpegg im Finsteren Wald» bei Einsiedeln bei. Der Reformator Leo Jud widmete die Übersetzung der Luther-Schrift (Von der Freiheit eines Christenmenschen – de libertate Christiana) diesen Schwestern; in seinem Vorwort schreibt er: «Denen so da sind in der Sammlung der Au und Allbeck zu Einsiedeln sinen lieben schwösteren in Christo Jesu und Christenlicher lieby entbüt Leo Jud lütpriester zu Eynsiedlen sin früntlichen gruess.» Er erklärt auch weshalb: er habe noch nie etwas Nützlicheres gelesen und hoffe, dass die lieben Schwestern durch die deutsche Übersetzung Gott, sich selbst und den Nächsten besser zu erkennen vermögen:

### Ehe und Familie

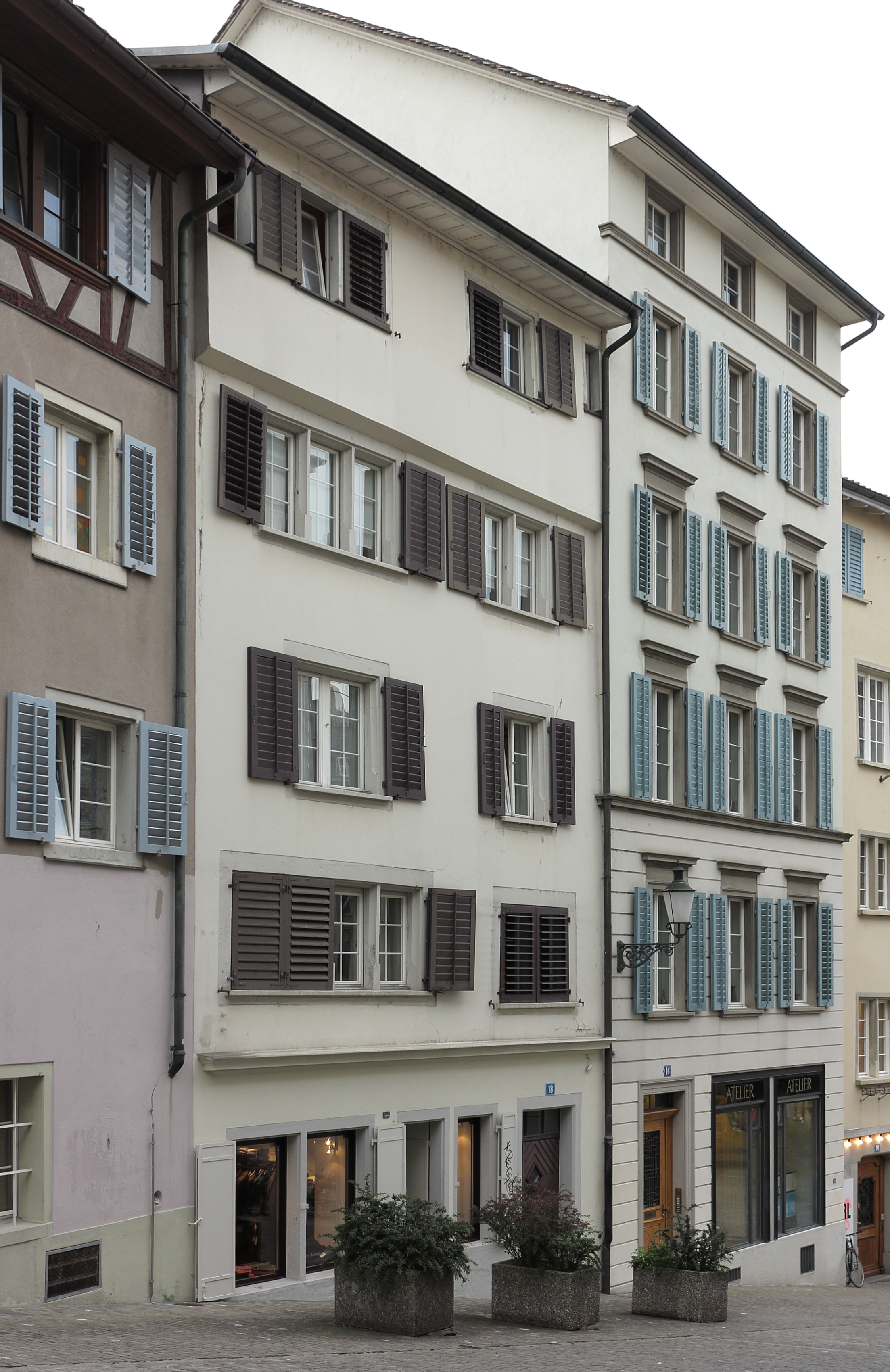
Kirchgasse 18, Zürich; einstiges Wohnhaus von Katharina Gmünder Jud

Katharina Gmünder trat im Verlauf der Reformation ca. 1523 aus dem Kloster aus und heiratete Leo Jud. Dieser Schritt führte sie nach Zürich ins Pfarrhaus zu St. Peter; somit wurde sie zur ersten reformierten Pfarrfrau in Zürich. Leo Jud berichtete seinem Freund Joachim Vadian stolz in einem Brief: «Ich führte sie (die Catarina) vor Zeugen in meine Kirche und sie wohnt mit mir zusammen bellissima et piissima virgo et uxor castissima, die schönste und frömmste Jungfrau und tugendhaft este/keuscheste Gemahlin.»
1525 kam die erste Tochter, Anna, zur Welt. 1526 gebar Katharina Zwillinge (Hans und Elisabeth), die noch im ersten Lebensjahr starben. 1527 wurde ein weiteres Kind geboren, das ebenfalls Elisabeth hiess. In den darauf folgenden Jahren wurden vier weitere Kinder geboren, Johannes, Susanna, Anna und Leo Theoderich, bei dessen Geburt Leo Jud 53 und seine Frau 42 Jahre alt war.
1542 starb Leo Jud. Seine Witwe war mittellos mit vier minderjährigen Kindern, bis Heinrich Bullinger den Rat von Zürich dazu bewegen konnte, ihr eine Jahresrente von zehn Gulden, sechs Eimern Wein und 10 Mütt Kernen (etwa 550 kg Getreide) zuzugestehen. Sie kaufte 1544 das Haus «Zum Roten Bären» (heute Kirchgasse 18) und konnte ihren Lebensunterhalt mit Weben bis ins hohe Alter bestreiten. Sie zog mit 82 zu ihrer Tochter Susanna und verbrachte ihre letzten Lebensjahre vollständig erblindet und pflegebedürftig im Kreis ihrer Familie, wobei sie zunehmend «wie ein Kind» und somit wohl dement geworden ist. 1583 starb Katharina Gmünder Jud mit fast 90 Jahren.

## Ehrung
Katharina Gmünder Jud wurde am Sechseläuten 2023 durch die Gesellschaft zu Fraumünster geehrt.